# Municipio de Center (condado de Decatur, Kansas)
El municipio de Center (en inglés: Center Township) es un municipio ubicado en el condado de Decatur en el estado estadounidense de Kansas. En el año 2010 tenía una población de 58 habitantes y una densidad poblacional de 0,63 personas por km².

## Geografía
El municipio de Center se encuentra ubicado en las coordenadas 39°47′1″N 100°27′35″O / 39.78361, -100.45972. Según la Oficina del Censo de los Estados Unidos, el municipio tiene una superficie total de 92.75 km², de la cual 92,72 km² corresponden a tierra firme y (0,03 %) 0,03 km² es agua.

## Demografía
Según el censo de 2010, había 58 personas residiendo en el municipio de Center. La densidad de población era de 0,63 hab./km². De los 58 habitantes, el municipio de Center estaba compuesto por el 100 % blancos. Del total de la población el 0 % eran hispanos o latinos de cualquier raza.